# Juraj Somolányi
Juraj Somolányi (* 1972, Bratislava) je slovenský umělec, hudebník a fotograf. Do povědomí nezávislé hudební scény pronikl v 90. letech coby frontman hudební skupiny The Dark, respektive Dead Cannabis, založené později. S první pro vydavatelství Monitor nahrál také své jediné studiové album Clear (1993), výhradně v angličtině. Navzdory zaznamenaným úspěchům v rámci electronic body music, v důsledku čehož byl na domácí půdě považován za jednoho z průkopníků v tomto žánru, se pozvolna začal věnovat umělecké fotografii a dodatečně i filmování pomocí digitální zrcadlovky. Kromě jiného natáčí videoklipy pod svou virtuální značkou Darktechnology Productions, přispívá pro hudební časopisy (např. Nový Populár), či je autorem dosud nepublikované autobiografie. Od roku 2012 je členem elektronického dua Get Explode a nedávno na sebe upozornil jako jeden z porotců II. ročníku Mezinárodního festivalu vodního světa SCUBACAM 2012.

## Životopis

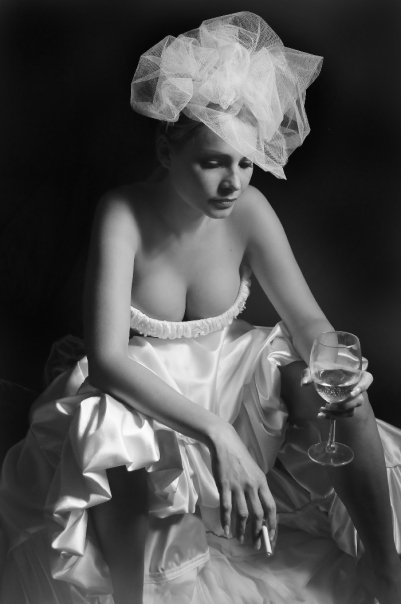
Zvláštní smutek vítězů v provedení Natálie Bizoňové Kacinové

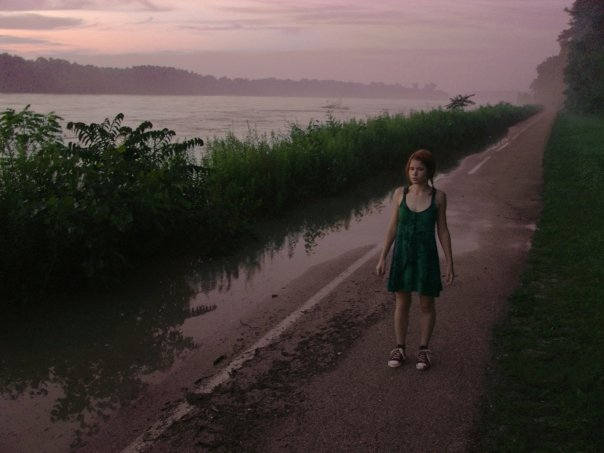
Parafráze na Alenku v říši divů ztvárněná Šárkou Nohelovou

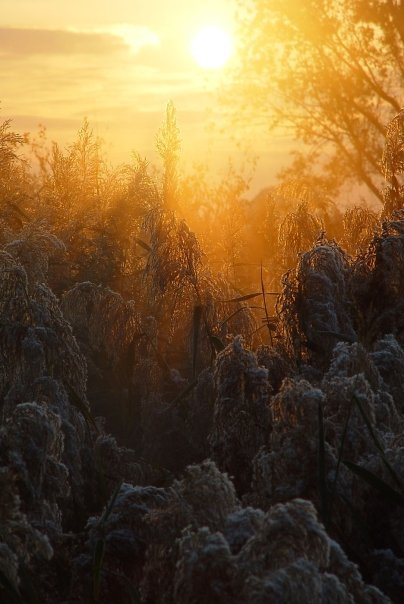
Záře

| „                                | Dnes už jen těžko zjistím, zda mě k focení přivedla muzika, anebo to bylo naopak. | “ |
| — Somolányi; Nový Populár, 2011. |                                                                                   |   |

### Kariéra
Svou prvotní, hudební kariéru započal Somolányi v roce 1990 jako zpěvák, skladatel a textař úzkoprofilové hudební formace The Dark, jejíž původní sestavu doplnili Braňo Hanzlík alias "Angels Delight" a Robo Zatko, známý také pod pseudonymem "Explorer Kitt". Po nahrání dvou dlouhohrajících demonahrávek, ze kterých některé skladby vyšly na nezávislých francouzských kompilacích z rady vydavatelství Alea Jacta Est, skupina nahrála doprovodné vokály na album Flashback (1992) svých českých vrstevníků – Vanessy. Jejich vlastní studiový debut vydal Monitor (nynější EMI) pod názvem Clear (1993). Dvě skladby z něj se dočkaly i svého vizuálního zpracování, a to "The War of Man" (nazpívaná Robem Zatkem) a "Feet" (nahraná s Body-M). Krátce po vydání oficiálního debutu však Somolányi v roce 1994 s Hanzlíkem založili vedlejší hudební projekt Dead Cannabis a ve spolupráci s kytaristy Radom "Šipkou" Palovčíkem (z metalové skupiny Acheron) a Martinem "Fefe" Žúžim (z kapely Hex) začal pracovat na svém druhém studiovém albu. K jeho realizaci pak nedošlo a muzikanti se věnovali samostatným projektům. V tomto čase se Somolányi čím dál více soustředil na práci s uměleckou fotografií, převážně ženským aktům.
Mimo jiné fotil například vítězku německo-rakouské soutěže krásy Queen of the World 1997 Natálii Bizoňovou Kacinovou, či pořídil sérii propagačních snímků zpěvačky Celeste Buckingham pro hudební dvouměsíčník Nový populár. U příležitosti oslav 20. výročí od vzniku své původní kapely The Dark zorganizoval v roce 2010 společný koncert s belgickou skupinou Front 242, která tak vůbec poprvé vystoupila na Slovensku. Od roku 2012 je členem kapely Get Explode, (zal. v r. 2009), ve které nahradil Mariána Čurku.

## Diskografie
Studiová alba
| Rok  | Album | Poznámky                                                                                              |
| ---- | ----- | --- |
| 1993 | Clear | - Album nahrané se skupinou The Dark (Technology), obsahuje 14 nahrávek; vydal Monitor, #010102-2331. |

Jiné nahrávky a spolupráce
| Rok  | Skladba          | Poznámky |
| ---- | ---------------- | --- |
| 1992 | "Scream for You" | - Píseň nahraná s The Dark, z kompilace L'Appel de la Muse, Vol. 2; vydal Alea Jacta Est, Francie, #AJE 04. |
| 1992 | "Vyvrhel"        | - Doprovodné vokály The Dark pro druhé album místního tria Vanessa Flashback; vydal Monitor, #010060-2331.  |

## Filmografie
Produkce
| Rok  | Skladba                  | Poznámky                                                                                             |
| ---- | ------------------------ | --- |
| 2011 | "Sad"                    | - Videoklip vyrobený pro slovenskou hard rockovou skupinu Sevennils pod aliasem Duro The Dark.       |
| 2011 | "Metal Machine Music"    | - Videoklip vyrobený pro německou industriální rock/EBM kapelu Die Krupps pod aliasem Duro The Dark. |
| 2012 | "Špatná karma"           | - Videoklip vyrobený pro místní punkovou formaci Zputnik pod aliasem Duro The Dark.                  |
| 2013 | "Breakthrough Situation" | - Videoklip vyrobený pro slovenskou elektro punkovou formaci Get Explode pod aliasem Duro The Dark.  |

## Galerie

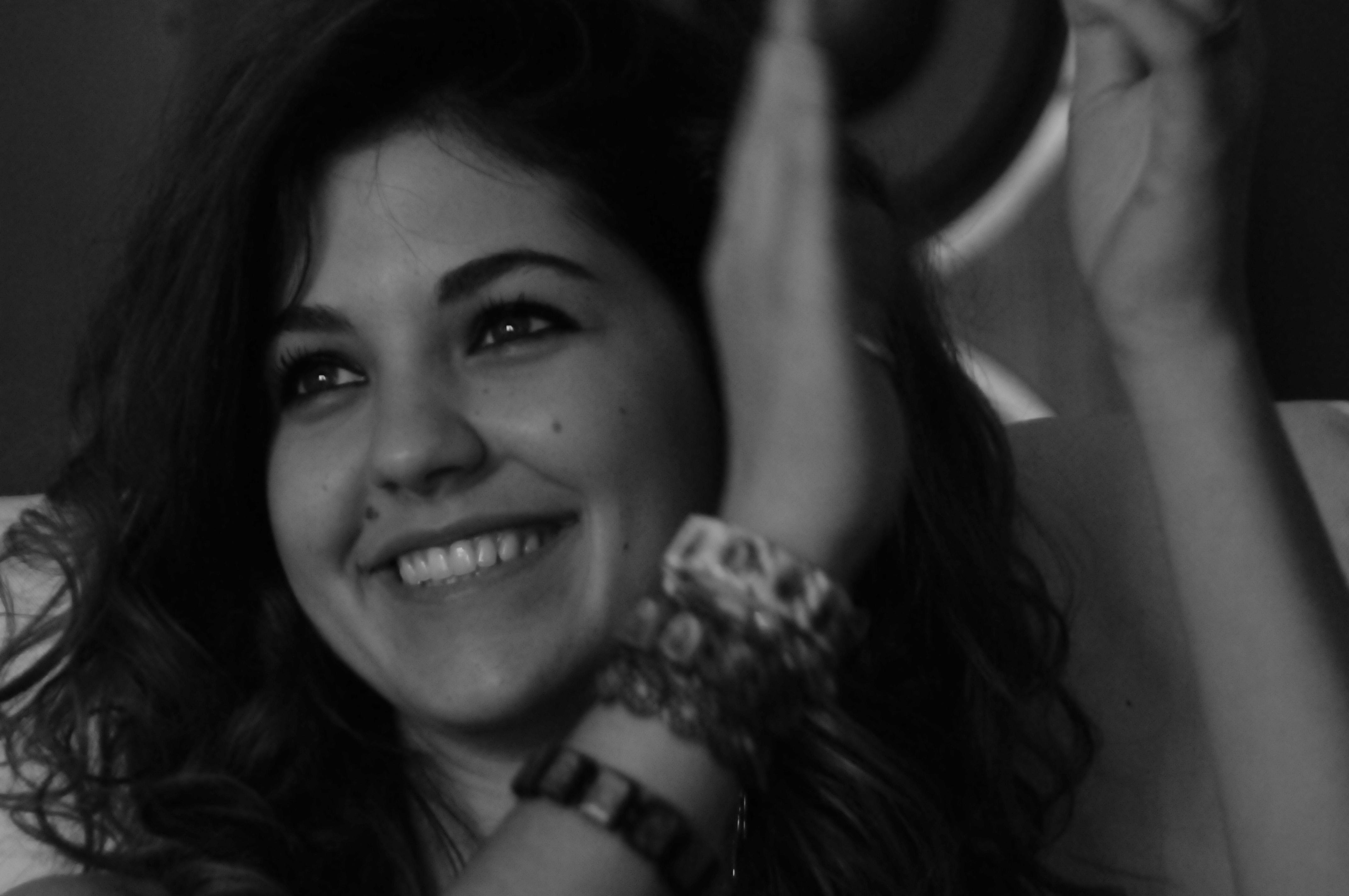
Celeste Buckingham Nový populár
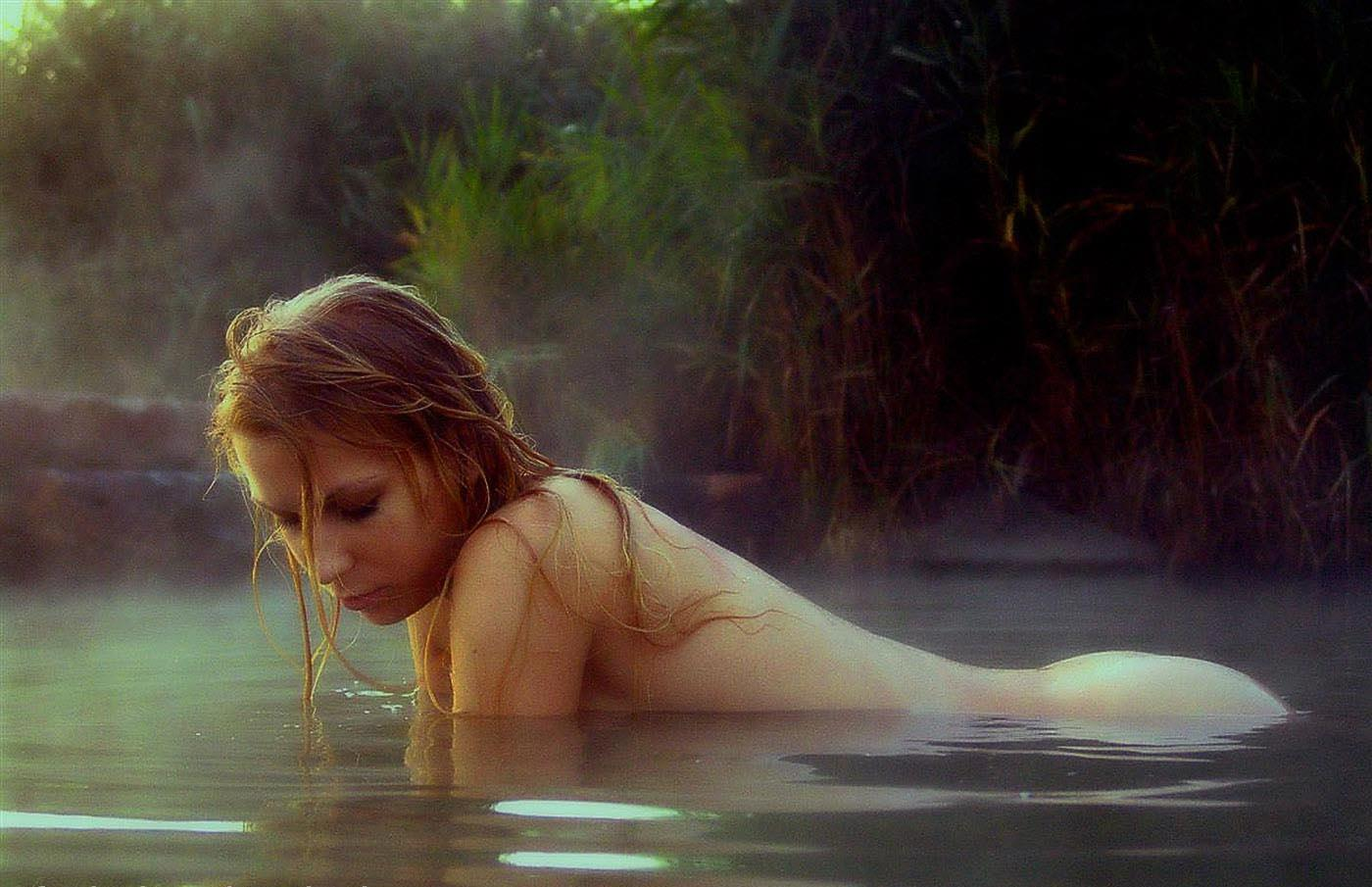
Timea N. Ranní koupel
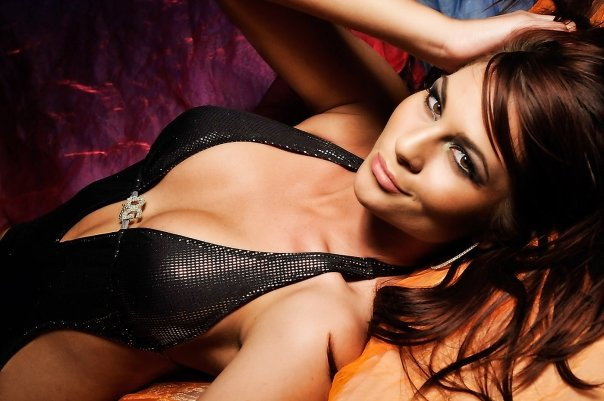
Zuzana Földesová Dolce & Gabbana
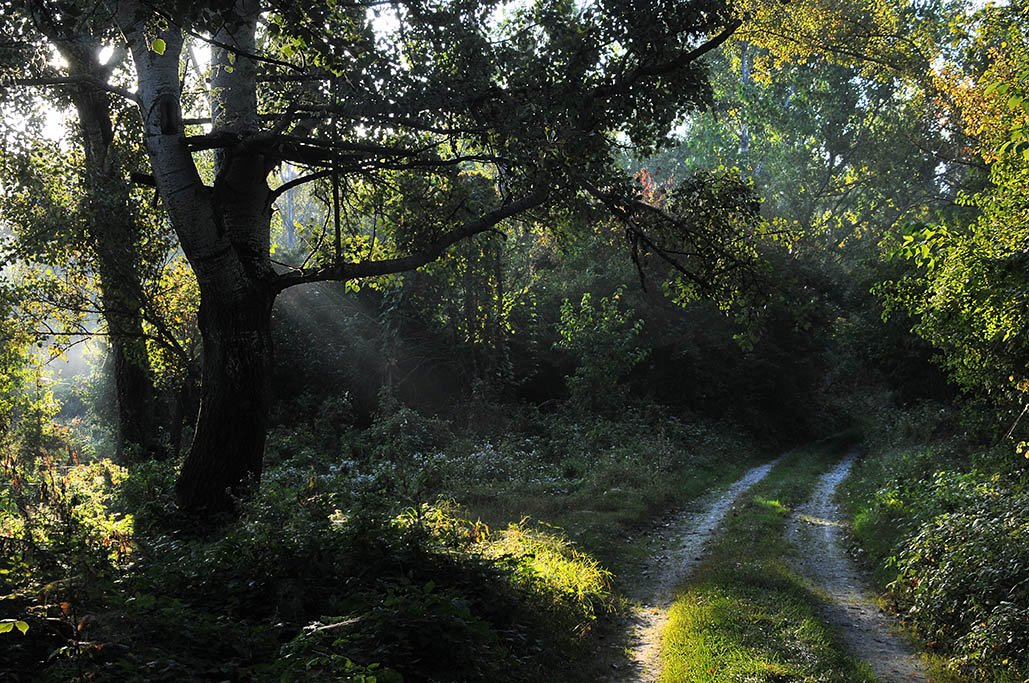
Příroda Lužní les při Dunaji
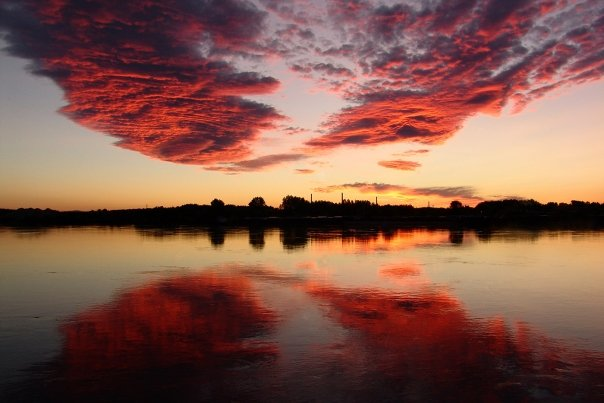
X Dunaj
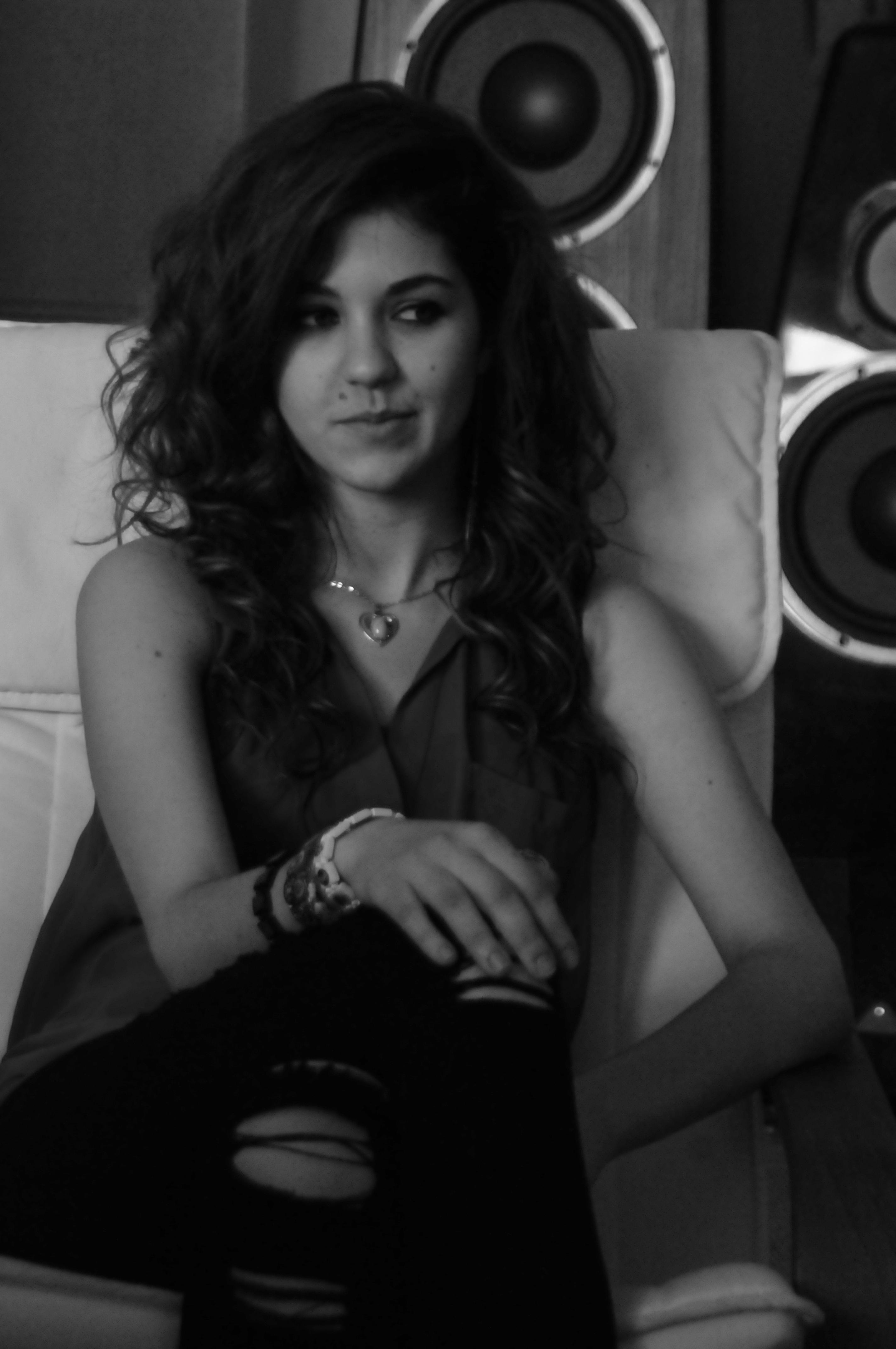
Celeste Buckingham, Nový populár
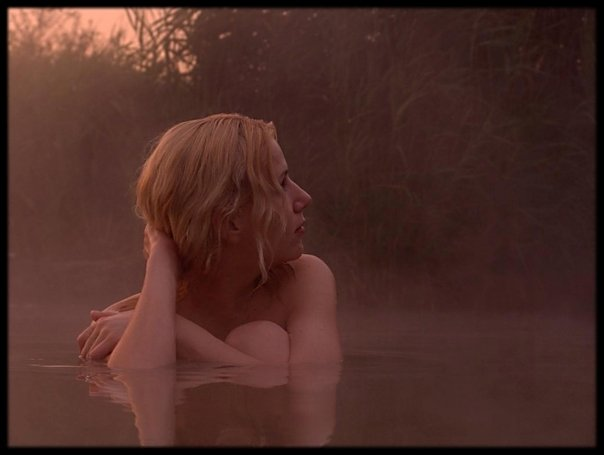
Lenka Fabová Horký pramen
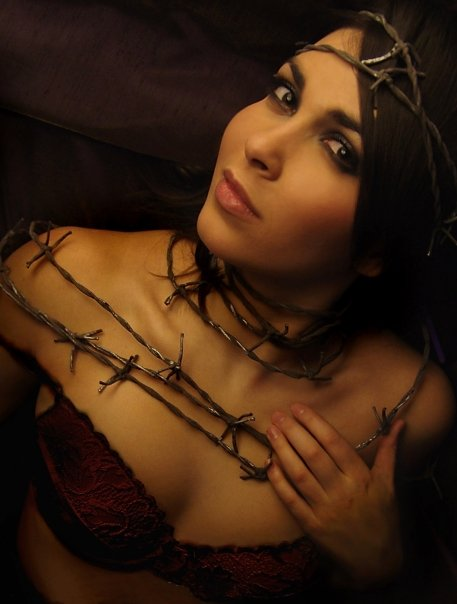
Radka Knapová Sloboda
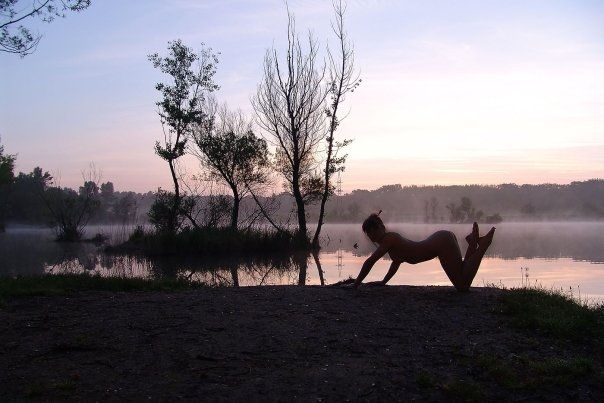
Příroda
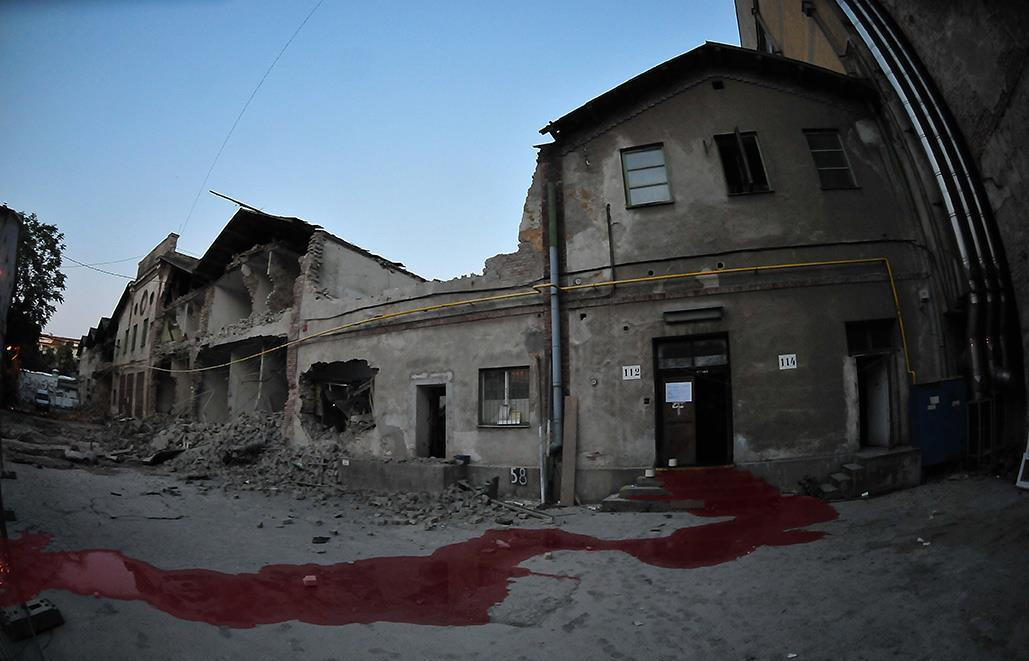
Cvernovka …odpočívej v pokoji